# Moschea Blu (Tabriz)

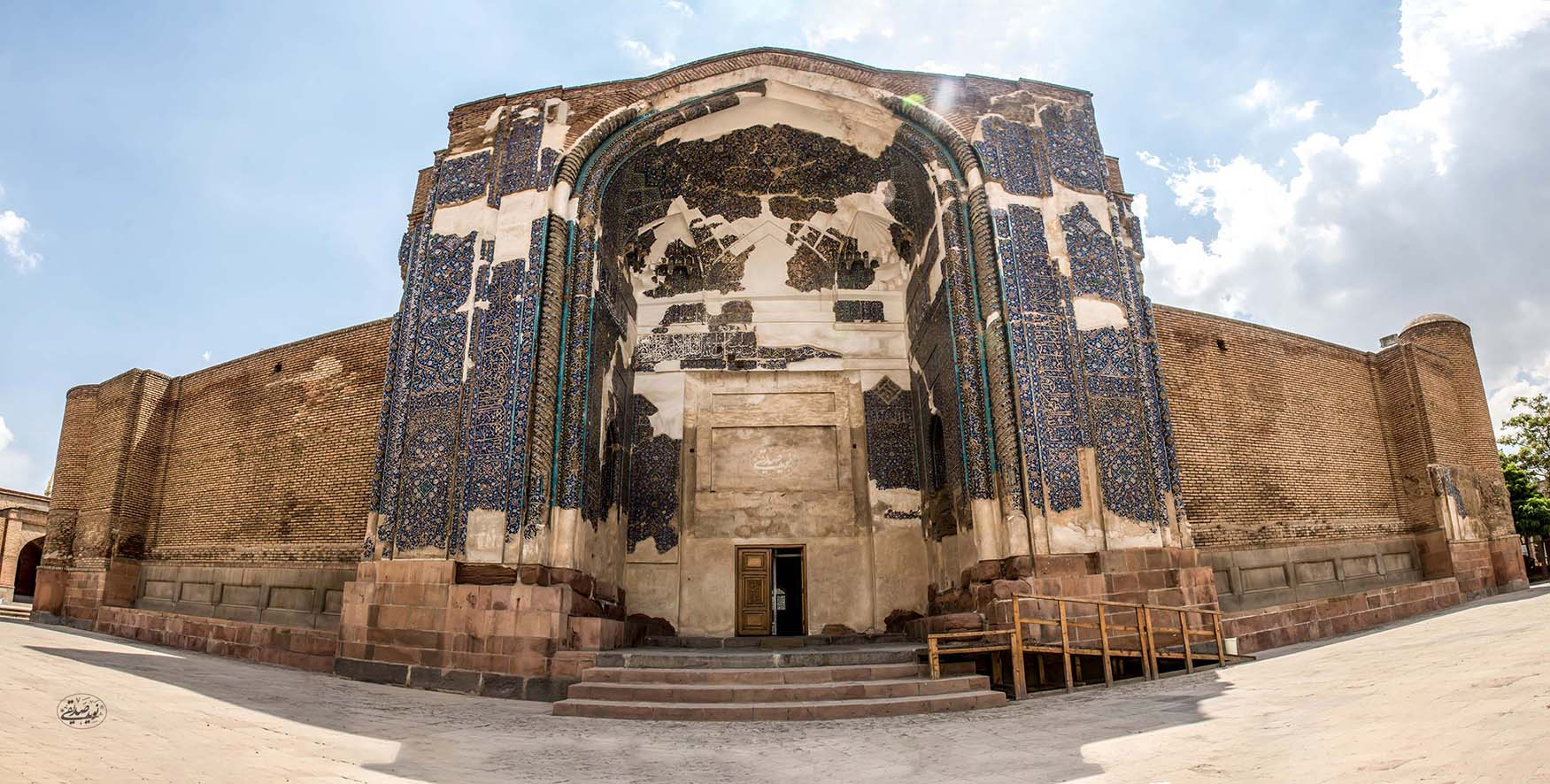
Iwan dell'ingresso principale alla moschea Blu, Tabriz, Iran

La moschea Blu (in persiano مسجد کبود‎, Masjed-e Kabūd) è una famosa storica moschea di Tabriz in Iran. La moschea e alcuni altri edifici pubblici furono costruiti nel 1465 per ordine di Jahan Shah, il sovrano di Kara Koyunlu.

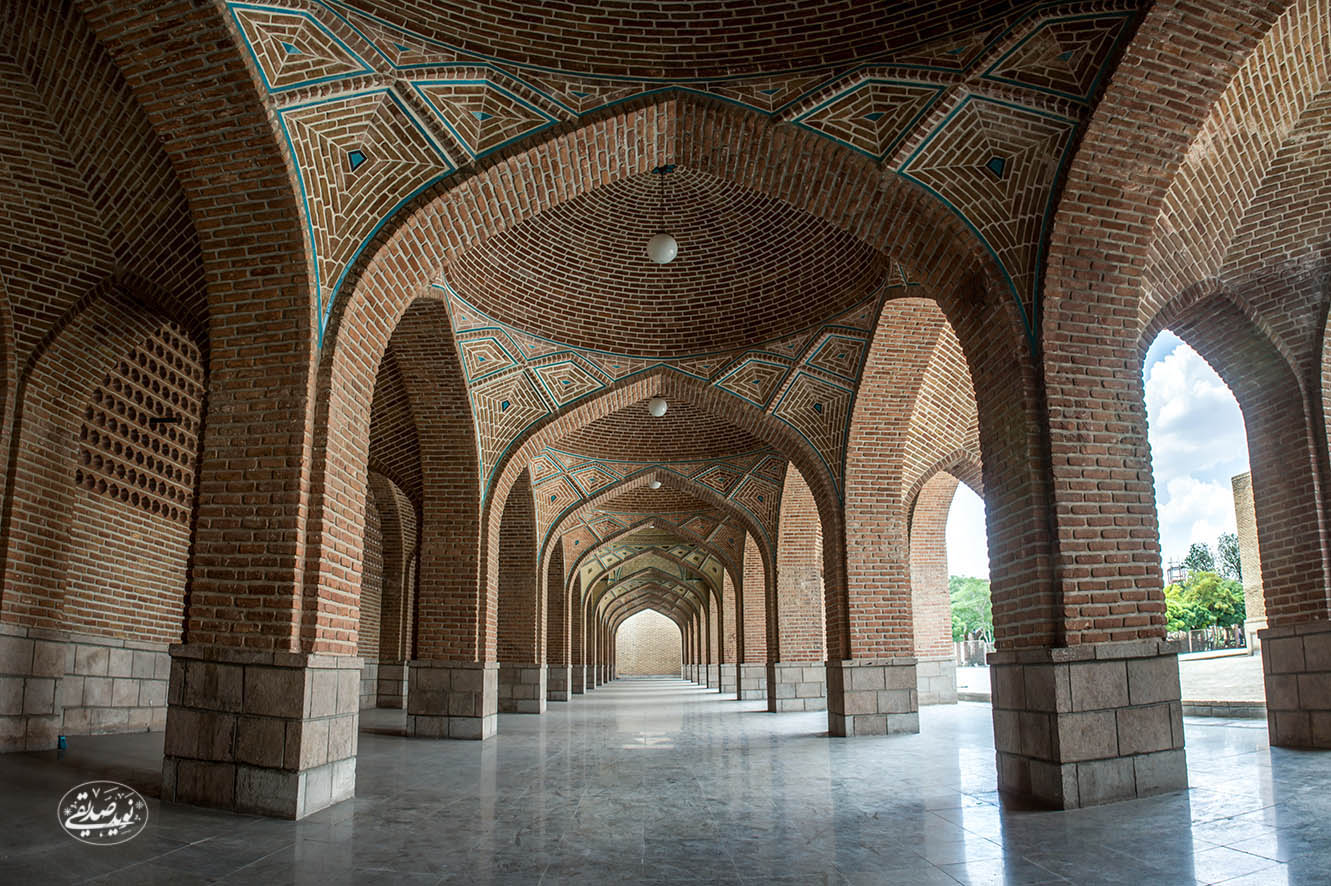
Volta dei corridoi della moschea Blu, Tabriz

La moschea fu seriamente danneggiata da un terremoto nel 1780, che lasciò intatto il solo iwan dell'ingresso principale. La ricostruzione ebbe inizio nel 1973 ad opera di Reza Memaran Benam sotto la supervisione del ministero della Cultura ed è ancora incompleta.

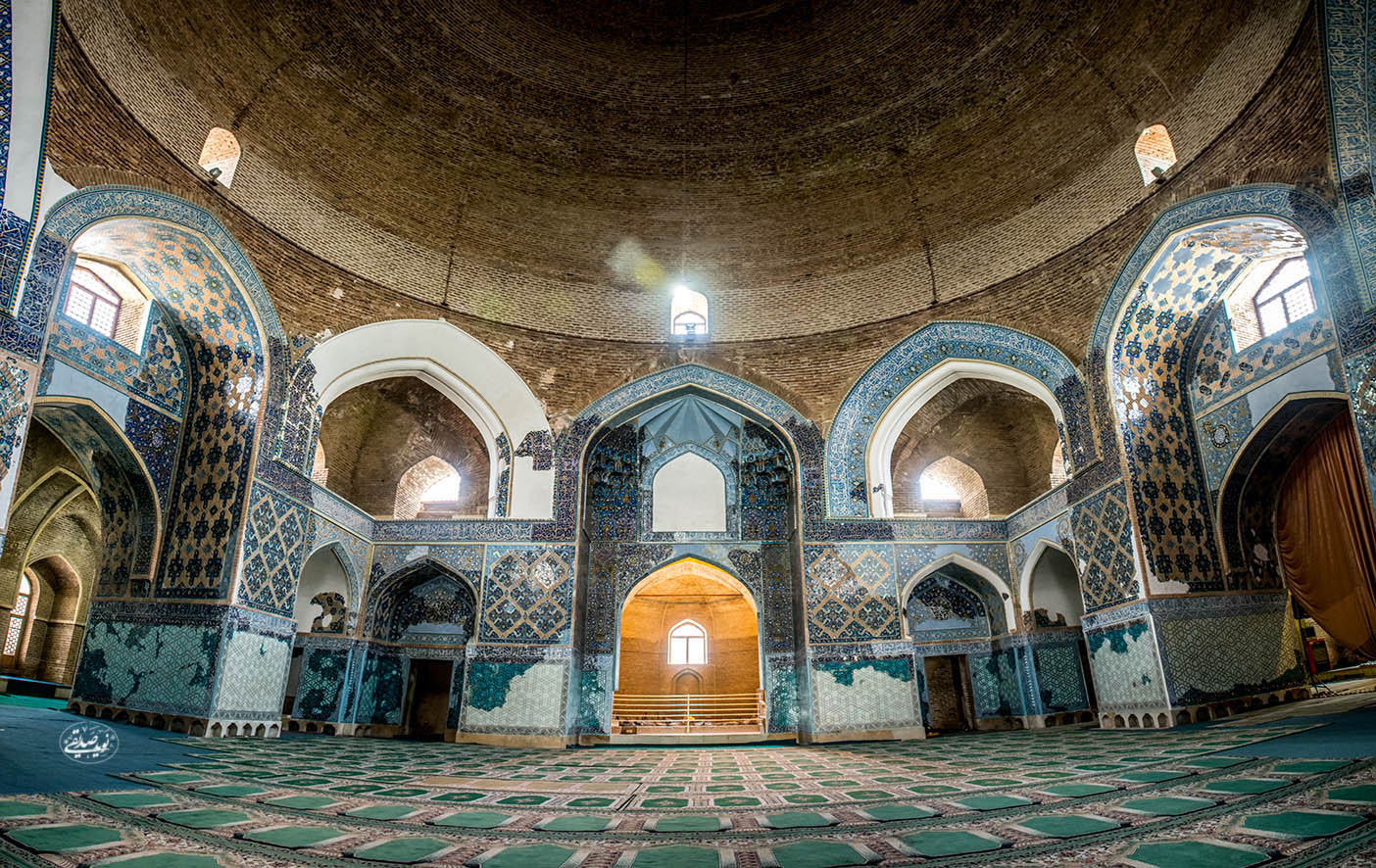
Interno della sala principale, moschea Blu, Tabriz, Iran

## Storia
La moschea Blu di Tabriz venne fatta costruire da Jahan Shah, il regnate di Kara Koyunlu I cui domini comprendevano la maggior parte del moderno Iran, Azerbaigian e Turchia. La moglie di Jahan Shah, Khatun Jan Begum (morta nel 1469), creò una fondazione pia islamica per la costruzione della moschea. Tuttavia, solo pochi anni dopo, Jahan Shah e il suo Kara Koyunlu furono rovesciati da Uzun Hasan dell'Ak Koyunlu e Tabriz fu conquistata. Alla figlia di Jahan Shah, Saleha Khatun, fu consentito di sorvegliare il resto dei lavori di costruzione da parte dei nuovi sovrani. Durante il regno di Yaqub bin Uzun Hasan, "venne completata la cupola del mausoleo-moschea e diverse altre parti principali". Sandra Aube aggiunge: "Alcuni dettagli dell'interno, come pezzi di alabastro dei pannelli e della nicchia  (miḥrāb), rivelano che il mausoleo non fu mai completato.
Sebbene il mausoleo non sia mai stato completato, quando la dinastia safavide assunse il controllo su Tabriz e ne fece la sua capitale, la stessa Moschea Blu venne utilizzata dai nuovi governanti come una moschea durante la prima metà del XVI secolo. Nel 1514, dopo che i safavidi vennero sconfitti alla Battaglia di Cialdiran, gli ottomani occuparono e saccheggiarono Tabriz, compresa la moschea Blu. Aube nota che almeno otto tappeti vennero portati a Costantinopoli, e che, anche se non è noto se i turchi abbiano attaccato la struttura stessa durante la cattura e l'occupazione della Moschea Blu, diversi terremoti hanno danneggiato l'edificio tra il XVI e il XVIII secolo. La moschea fu seriamente danneggiata dal terremoto del 1780. Peraltro, nel XVII secolo, era già "completamente distrutta e abbandonata". Nel XIX secolo, gli abitanti di Tabriz saccheggiarono le ultime rovine dell'edificio. Nel XX secolo, durante la dinastia dei Pahlavi, la moschea venne ricostruita. La ricostruzione venne eseguita su progetto e supervisione di Mohammad Reza Memaran Benam, un architetto tradizionalista di Tabriz, sotto il controllo dell'autorità dell'Organizzazione iraniana dei beni culturali.

## Architettura
Le diverse scritte in caratteri cufici e thuluth, i motivi arabeschi e le composizioni cromatiche di queste facciate, furono create dal famoso calligrafo Nematollah-ben-Mohammad-ol-Bavab.
Le pareti interne ed esterne erano state rivestite con tessere di mosaico e decorate con motivi floreali e arabeschi e con pannelli a forma di medaglione su uno sfondo di mattoni non smaltati.
L'insolita pianta della moschea è quadrata e la sala principale è sormontata da una cupola con un diametro di 16 m ed è circondata su tre lati da un corridoio a forma di U, a sua volta sormontato da nove cupole. Dietro la sala quadrata, sull'asse dell'ingresso principale, si trova una sala più piccola con cupola che ospita un miḥrāb. Questa saletta era particolarmente sontuosa, con un zoccolo in marmo bianco sormontato da un rivestimento di piccole piastrelle esagonali viola, impreziosite da decorazioni in foglia d’oro.

## Galleria d'immagini

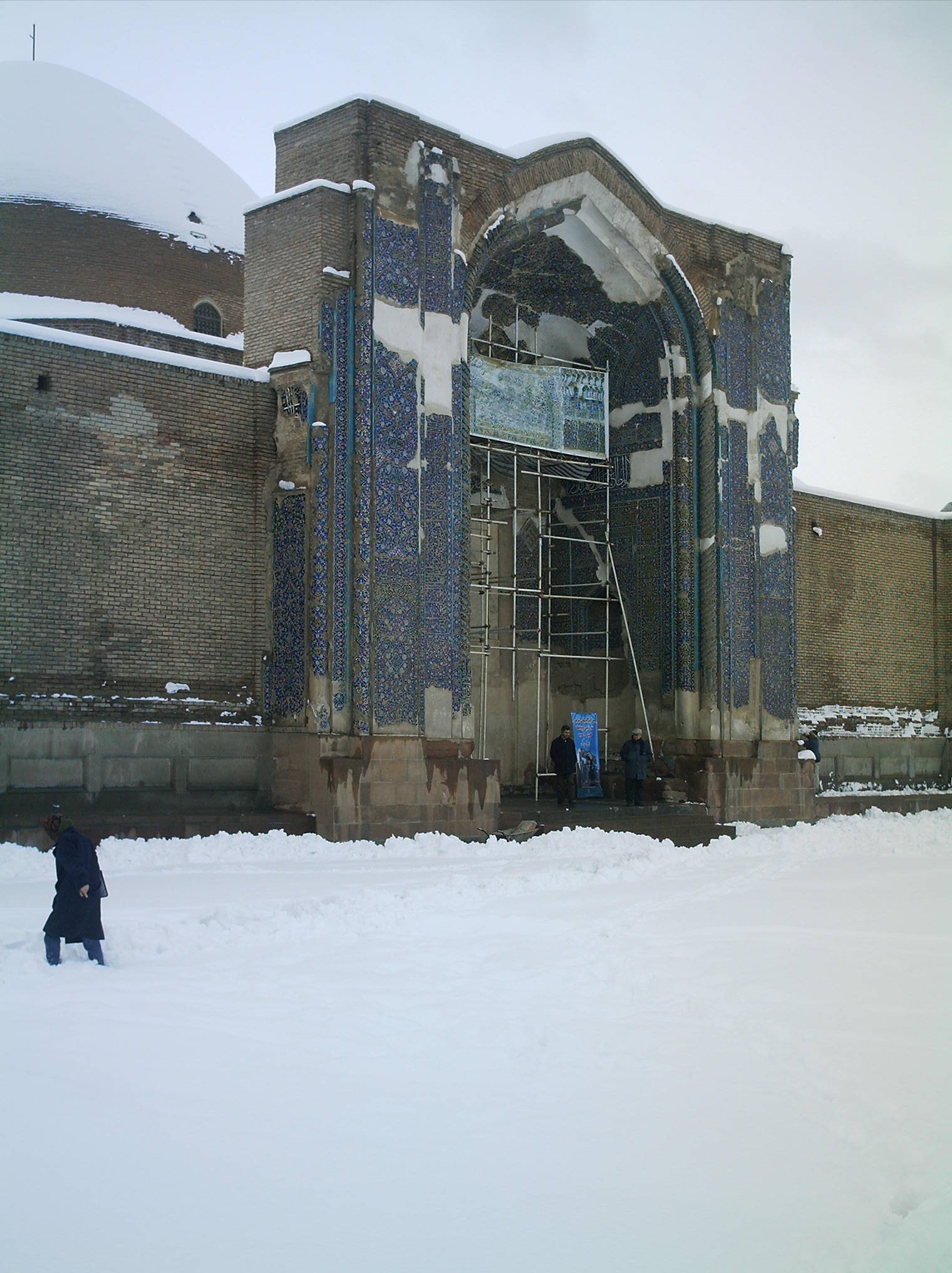
L'ingresso della moschea Blu in un giorno nevoso.
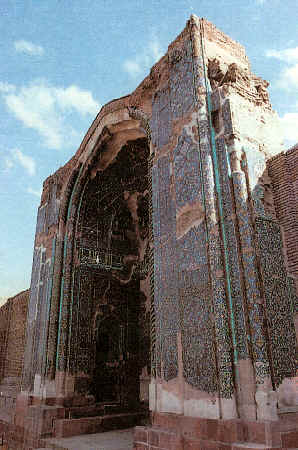
Ingresso
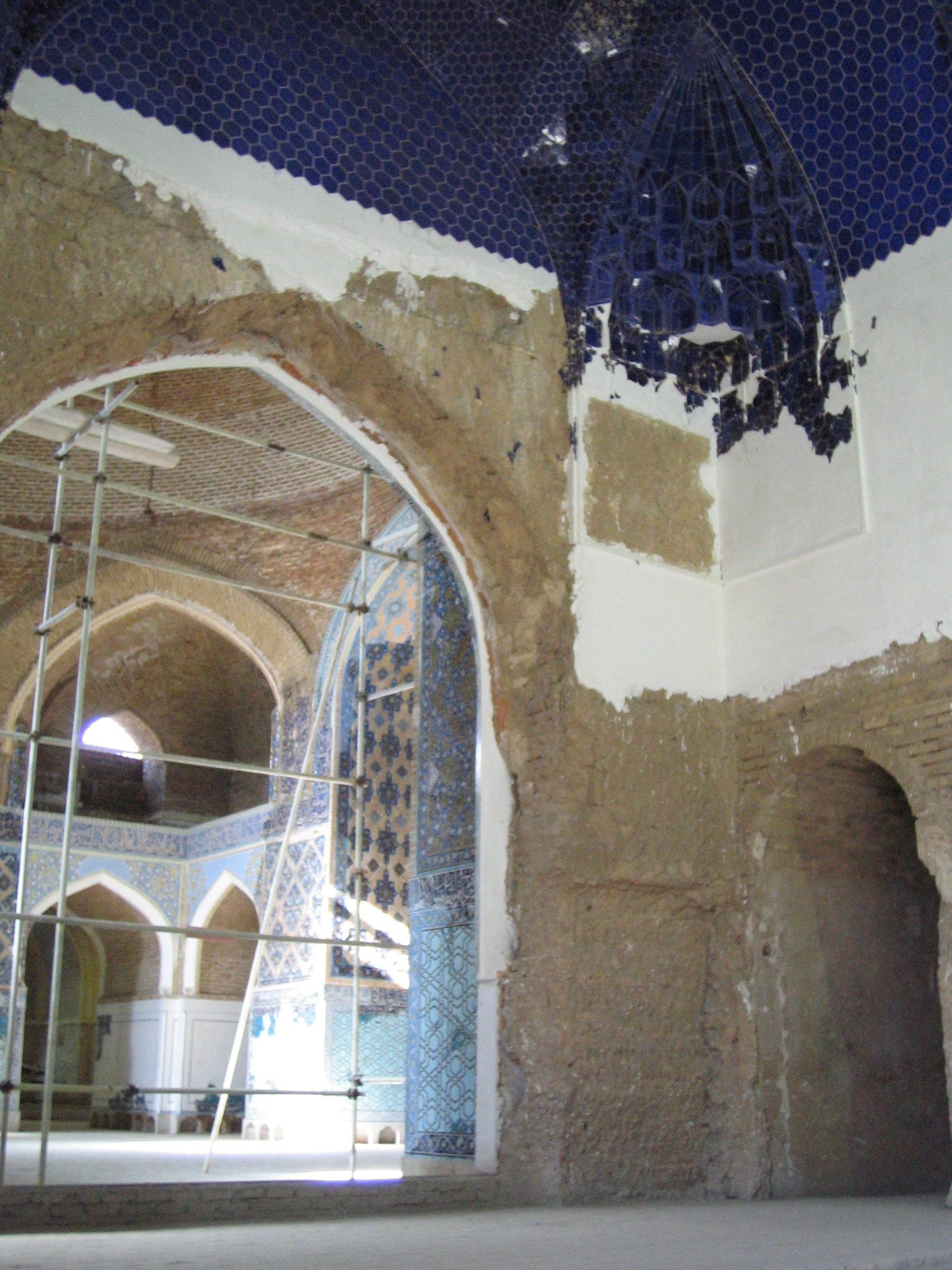
Interno
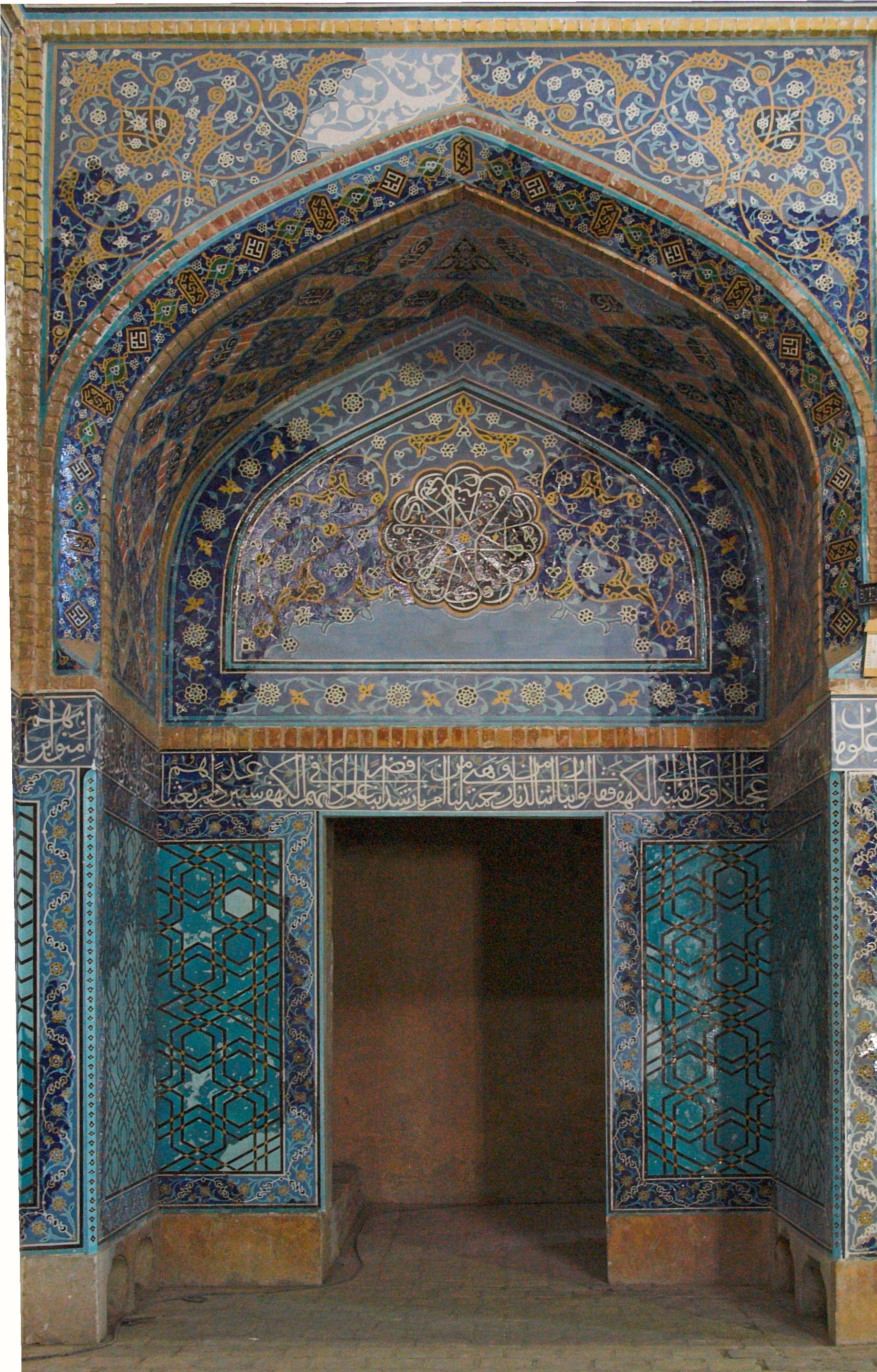
Una delle porte interne.
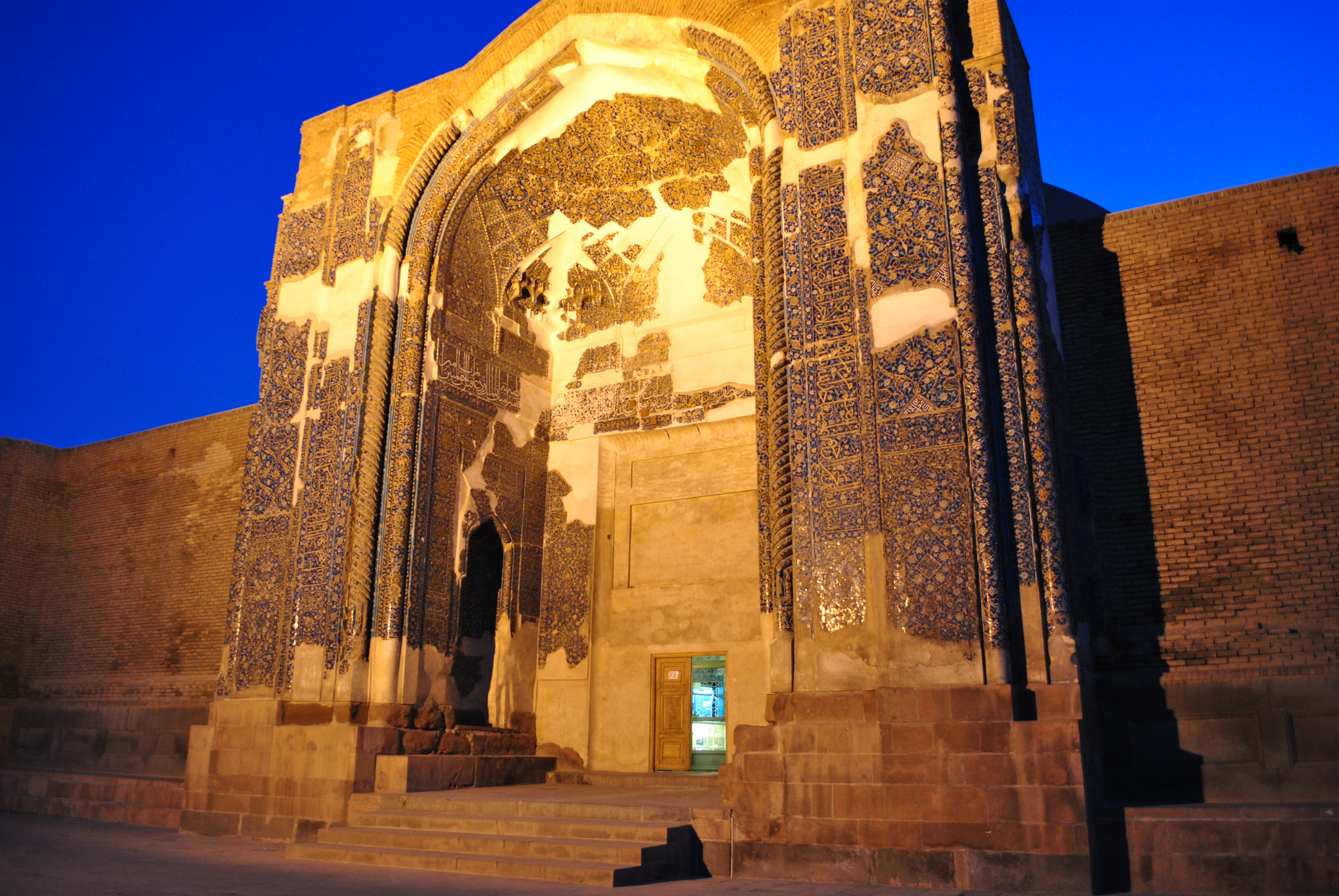
Ingresso di notte
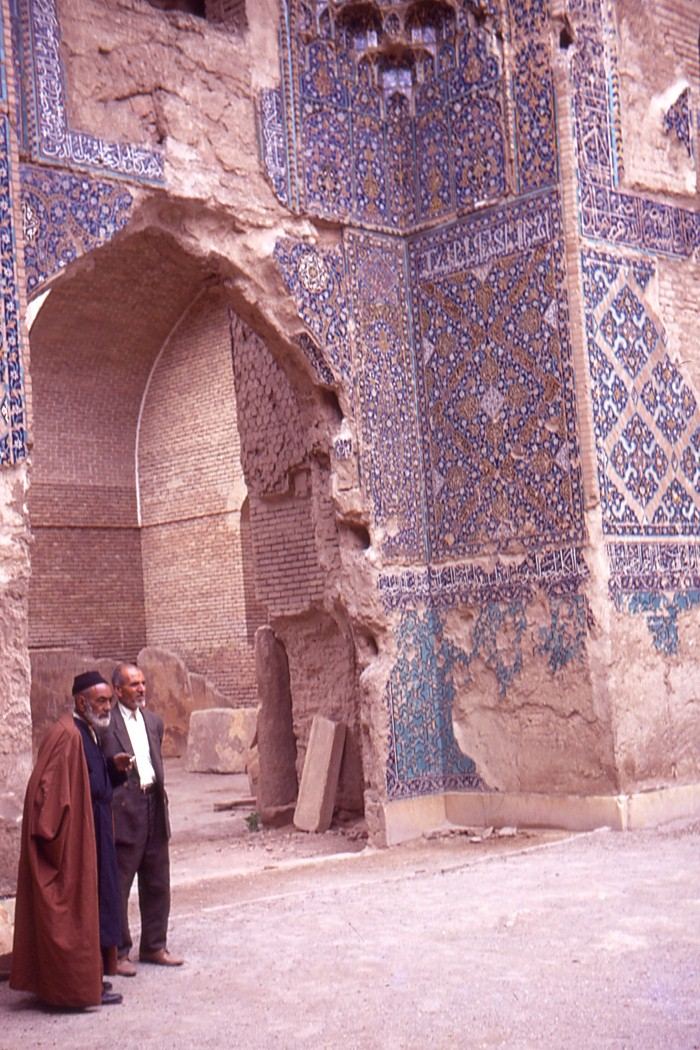
Moschea Blu nel 1969
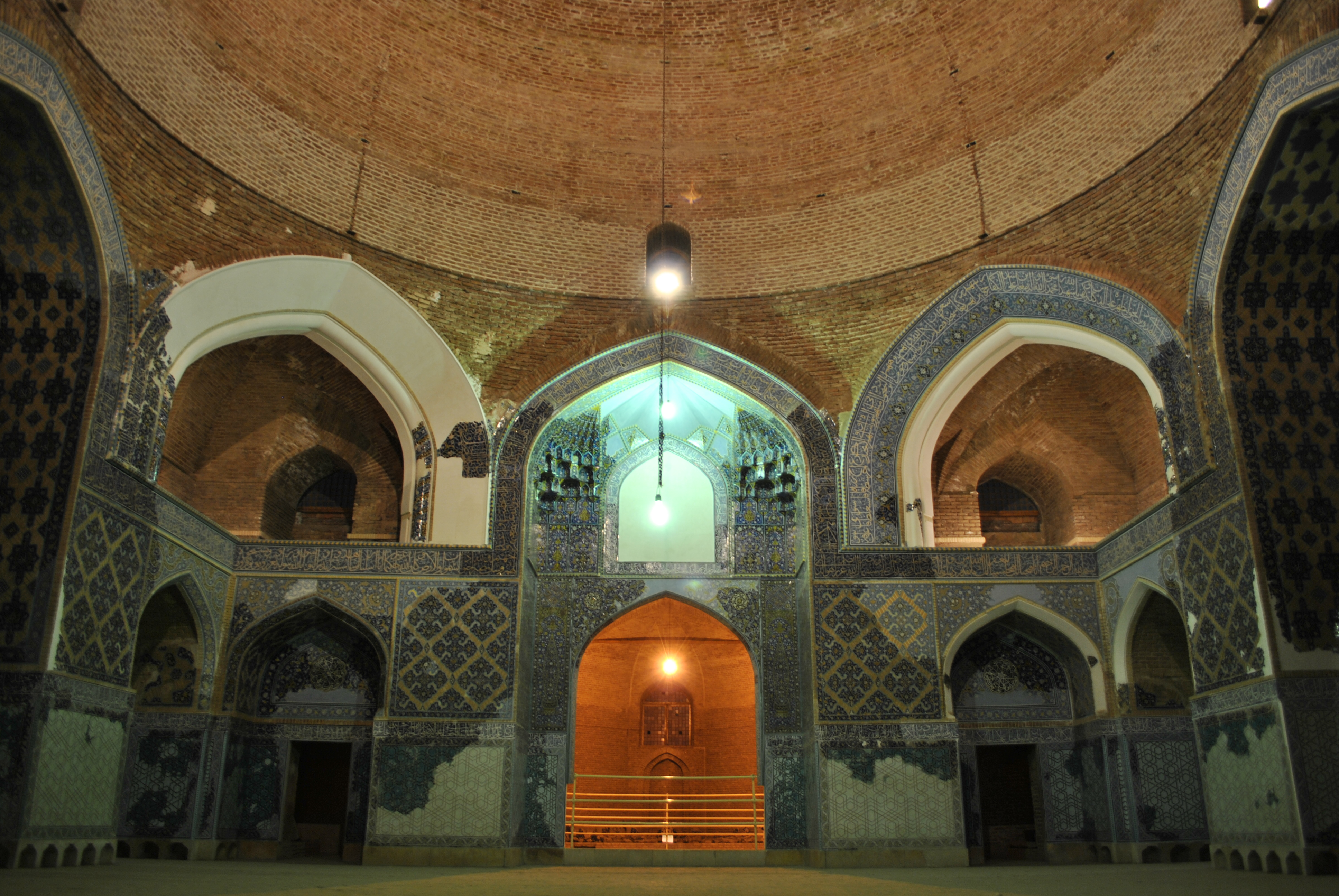
Interno di notte
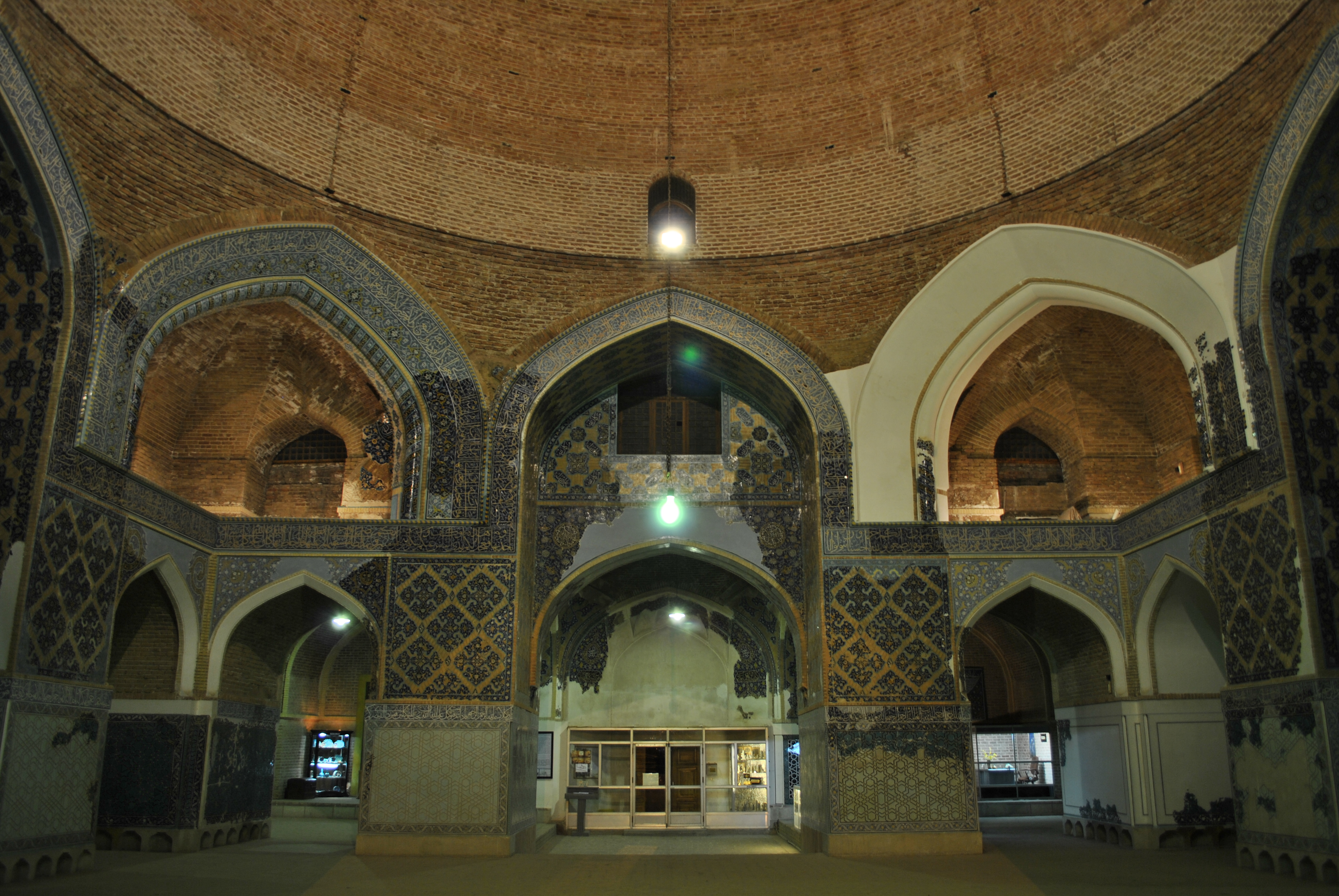
Interno di notte
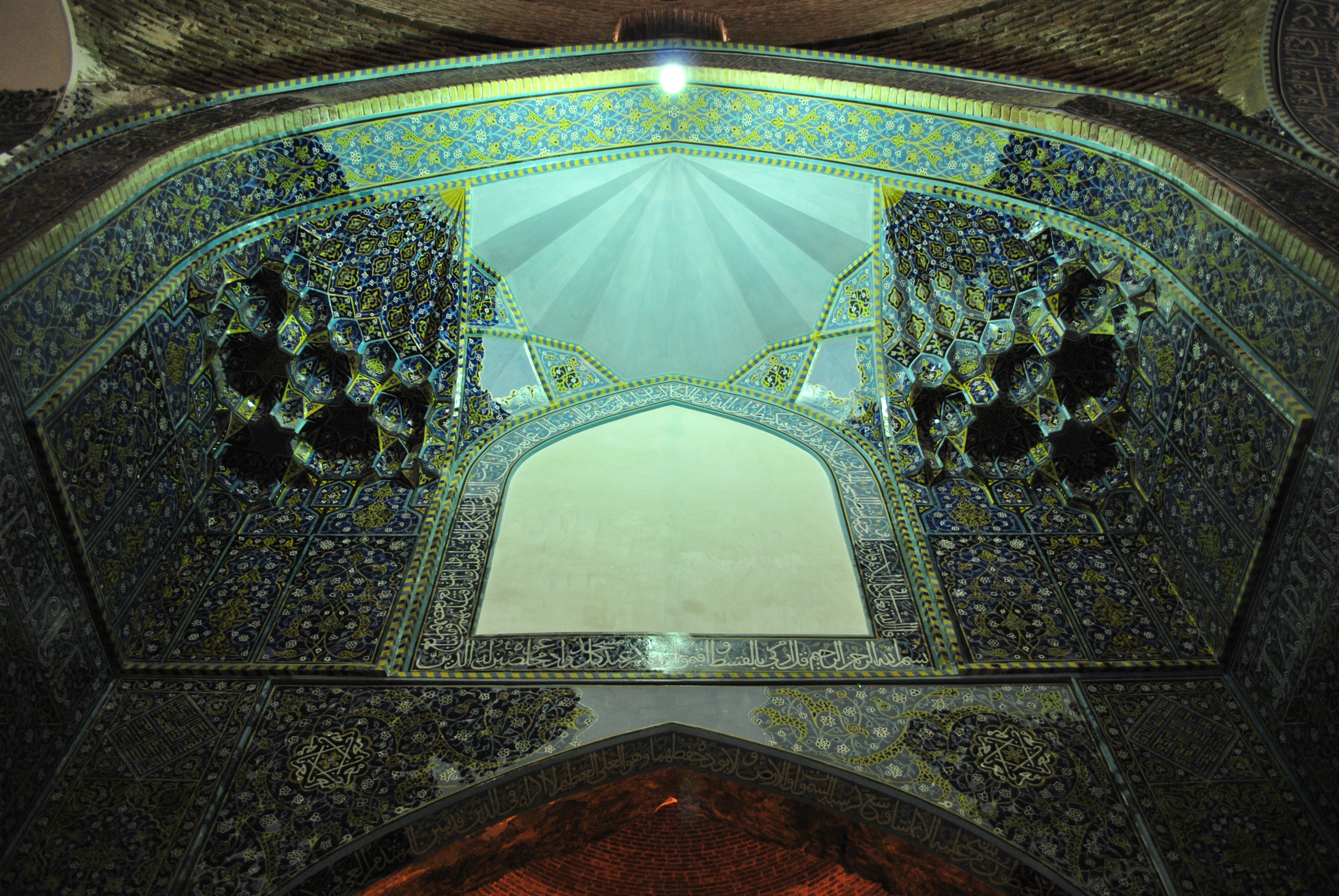
Interno di notte
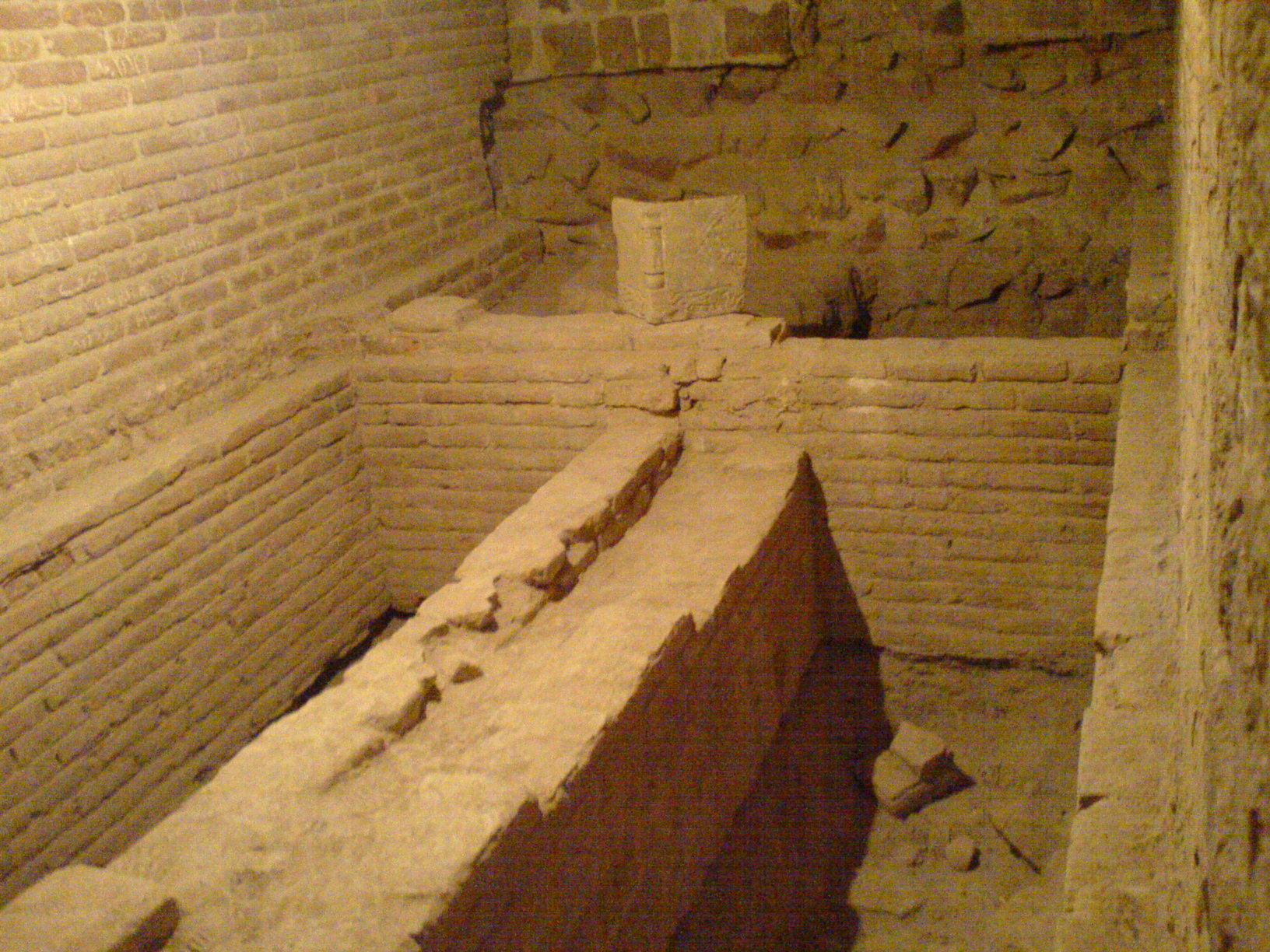
Tomba di Jahan Shah nel lato sud della moschea.
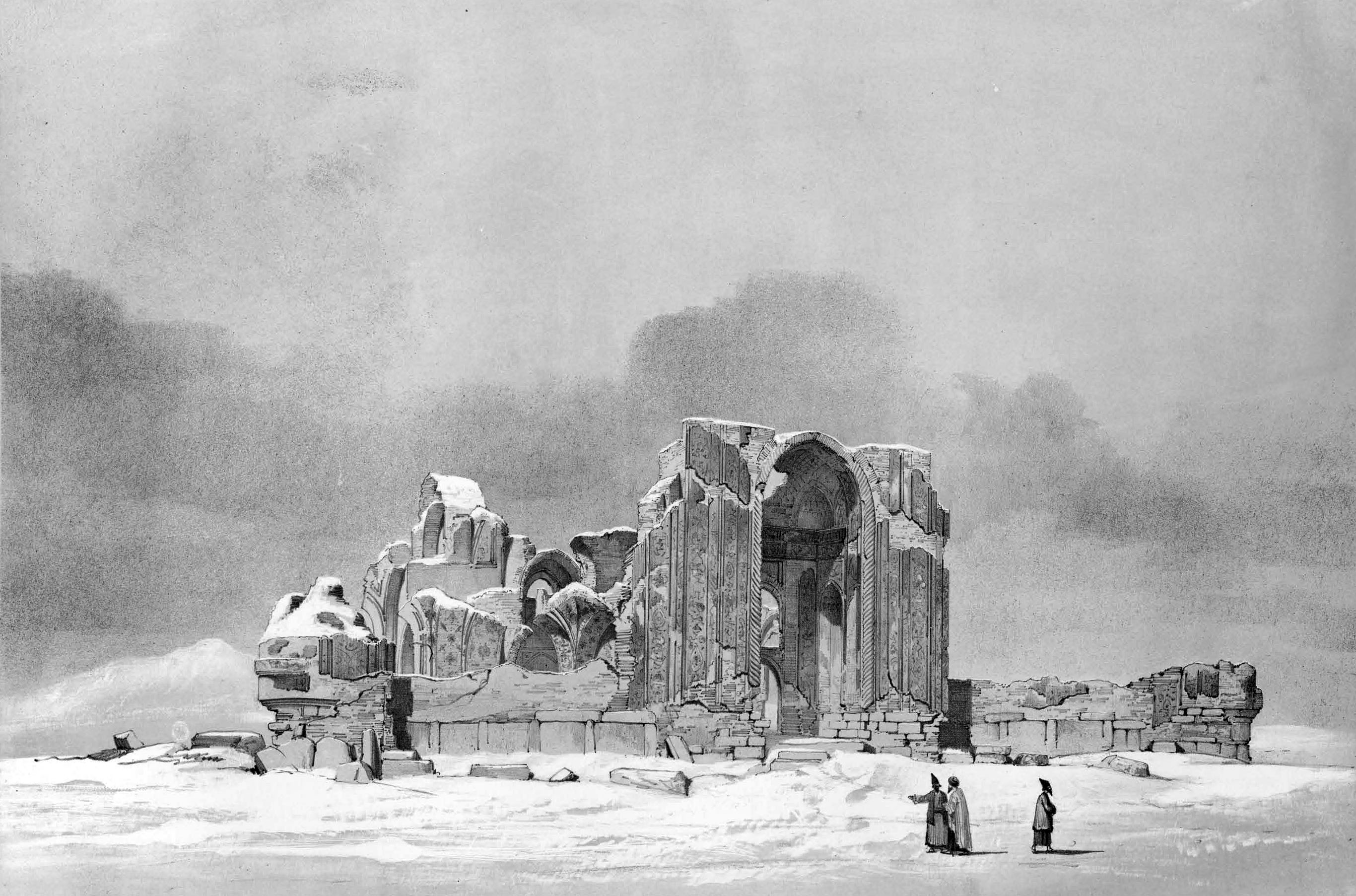
Rovine della moschea blu, Eugène Flandin 1841.
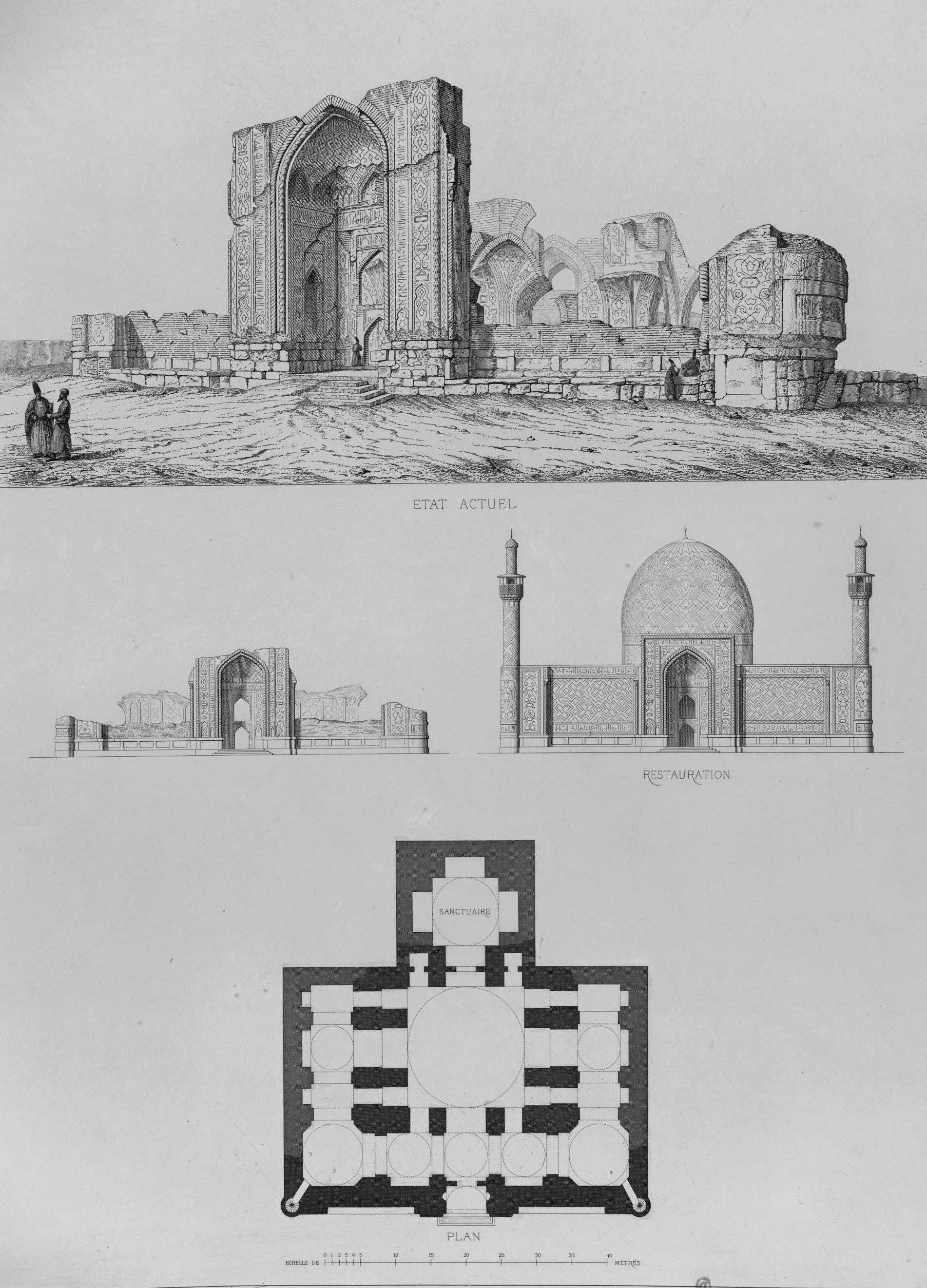
Uno schizzo del XIX secolo.
Dipinto di un turista francese, Jules Laurens, 1872.
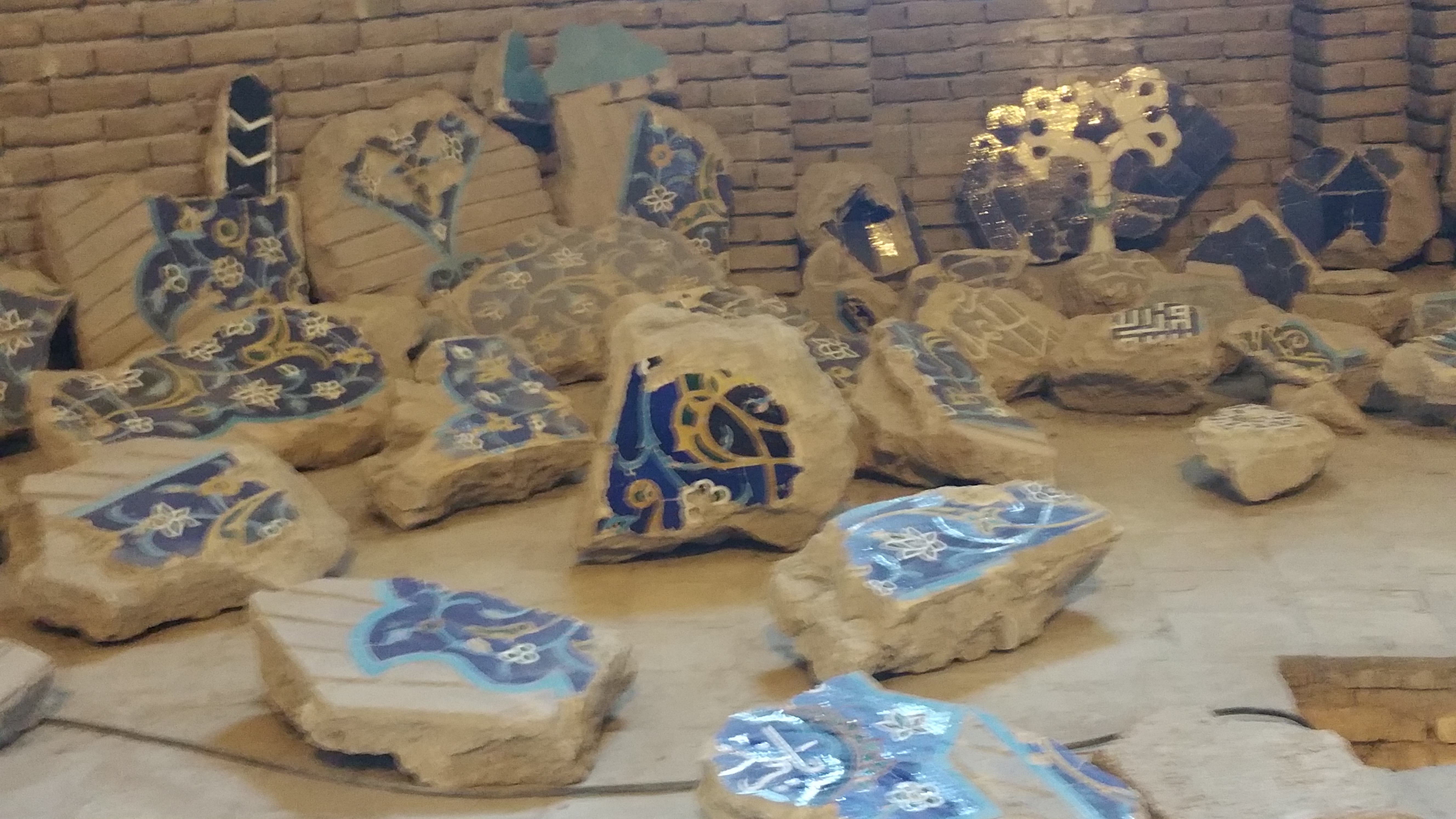
Resti della piastrellatura originale, rotta durante il terremoto, in mostra nello Shabestan meridionale della moschea Blu.
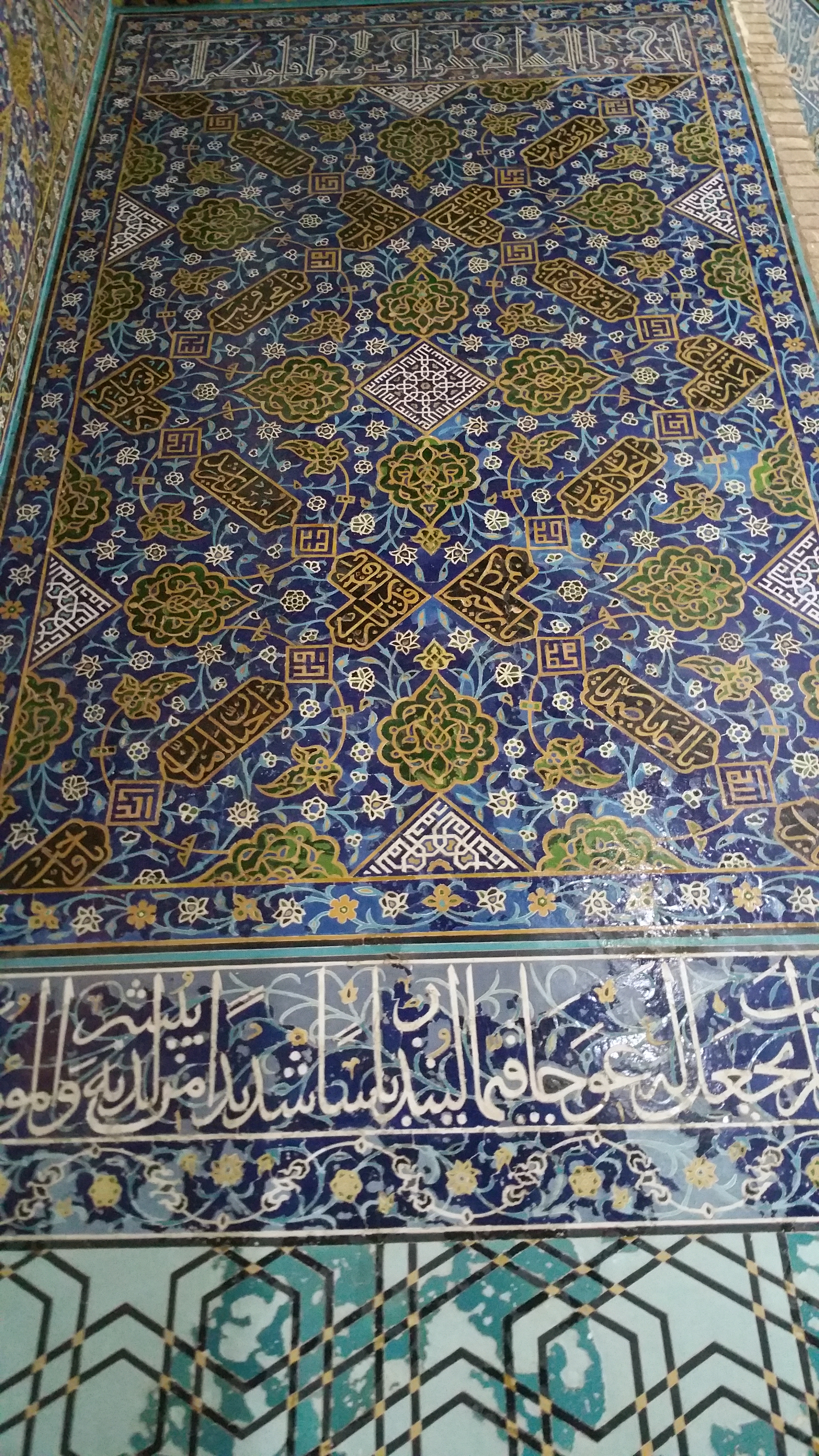
Piastrelle di una delle pareti.
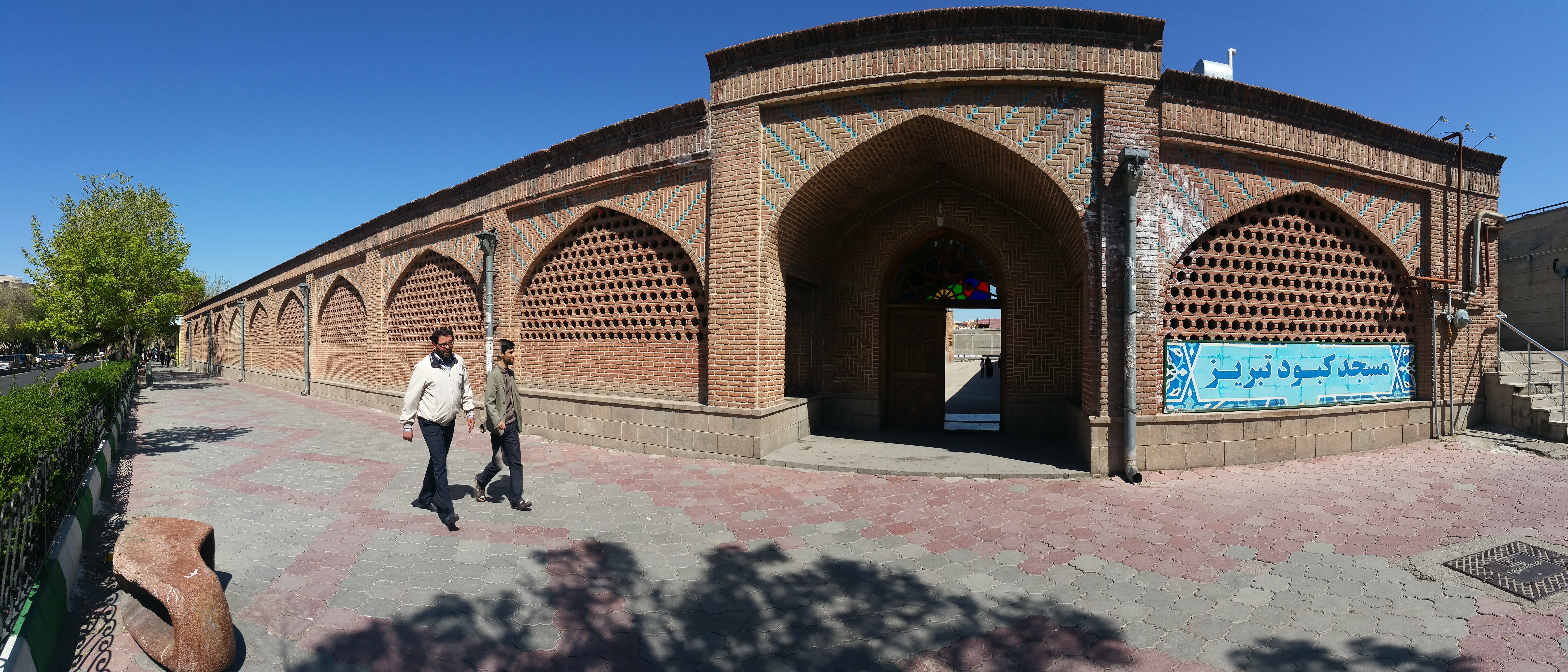
Vista panoramica dell'ingresso alla mosche Blu dalla strada.